# Fehaíd Al Díhání
Fehaíd Al Díhání (Fehaid Al-Deehani, فهيد الديحاني‎ * 11. října 1966 Kuvajt) je kuvajtský reprezentant ve sportovní střelbě, specialista na brokové disciplíny. Startoval na šesti olympijských hrách: v roce 1992 obsadil 29. místo v trapu, 1996 20. místo v trapu a 10. místo v double trapu, 2000 získal bronz v double trapu, 2004 byl osmý v double trapu, 2012 byl třetí v trapu a čtvrtý v double trapu a na olympiádě 2016 vyhrál double trap. Vítězství získal pod olympijskou vlajkou, protože Mezinárodní olympijský výbor před hrami suspendoval Kuvajt kvůli zákonu umožňujícímu státní zásahy do fungování národního olympijského výboru. Je také bronzovým medailistou v double trapu z mistrovství světa ve sportovní střelbě 1999 a dvojnásobným vítězem Asijských her. Je ženatý a má čtyři děti, povoláním je důstojník kuvajtské armády.